# Eric Adjetey Anang
Eric Adjetey Anang (* 24. září 1985 Teshie) je ghanský výtvarník. Působí ve studiu Kane Kwei Carpentry Workshop, které se zabývá výrobou figurativních rakví zvaných v jazyce ga okadi adekai a v angličtině fantasy coffin. Řezbářství se věnuje od osmi let, vystudoval Accra Academy a převzal dílnu, kterou založil jeho dědeček Seth Kane Kwei.
Tradice designových rakví se v okolí Akkry rozvíjí od padesátých let dvacátého století a navazuje na výrobu figurativních náčelnických nosítek okadi akpakai. Zákazník je na poslední cestu vypraven v rakvi, která připomene, co v životě vykonal. Díla mohou mít podobu totemových zvířat, postav z afrických přísloví, pracovních nástrojů nebo moderních statusových symbolů jako jsou automobil, letadlo, loď, luxusní obuv nebo láhev nebožtíkova oblíbeného pití. K výrobě okadi adekai se obvykle používá dřevo stromu Triplochiton scleroxylon.
Anang přednášel o své práci na Milwaukee Institute of Art & Design a na fóru Boulevard Amandla v Antverpách, zúčastnil se Milánského týdne designu a bienále v korejském Kwangdžu, v roce 2019 byl pozván na rezidenční pobyt v Madisonu. Jeho tvorba je zastoupena v mnoha veřejných i soukromých sbírkách. Italská antropoložka Roberta Bonettiová o něm napsala vědeckou práci, spolupracoval s francouzským fotografem Guy Hersantem, časopis Le Monde diplomatique ho označil za vzor pro africkou mládež. Účinkoval také v reklamě na nealkoholický nápoj Aquarius.
Na památku pobytu v Iowě vytvořil Anang rakev v podobě kukuřičného klasu, aby zmínil hlavní produkt tohoto státu.